# Хутка
Хутка (на полски: Hutka) е село във Великополско войводство, северозападна Полша, част от община Чарнков на Чарнковско-Тшчянски окръг. Населението му е около 40 души (2006).
Разположено е в Средноевропейската равнина, на 9 km източно от град Чарнков и на 56 km северно от Познан.